# Ghost in the Shell (manga)
The Ghost in the Shell (Kōkaku Kidōtai, Japonés: 攻殻機動隊) es un manga creado por Shirow Masamune quien anteriormente había obtenido elogios con obras como Appleseed y Dominion. Fue publicado entre abril de 1989  y noviembre de 1990 en la revista Young Magazine. Fue recopilado en un tomo Tankōbon el 2 de octubre de 1991 por la editorial Kōdansha.
Tiene dos secuelas: Ghost in the Shell 2: Man-Machine Interface, publicada en su versión "short-cut" en diciembre del 2000 y su versión estándar en junio de 2001. Ghost in the Shell 1.5: Human Error Processer, publicada en su versión electrónica en julio de 2003 y en tomo en marzo de 2008.
En España ha sido publicado por editorial Planeta DeAgostini, en México por Editorial Panini y en Argentina por la editorial OVNI Press. Esta obra también sirve como base para todas las adaptaciones posteriores como películas, animes y videojuegos. 

## Descripción general

### Sinopsis
En un mundo donde la cibernetización ha ido en aumento y donde lo único que separa al hombre de la máquina es su "Ghost" (alma o espíritu), la Mayor Motoko Kusanagi, una cíborg de cuerpo completo , con una habilidad excepcional tanto en la guerra cibernética como en la convencional, lidera la Novena Sección de Seguridad Pública, creada para combatir los crímenes tecnológicos y de ciber-terrorismo. Conforme avancen los casos se encontrará con una nueva autoproclamada forma de vida nacida en el mar de la información, conocida como el Titiritero. Este encuentro creará dudas en la Mayor, llegando a descubrir un mundo más allá de la información y la tecnología donde la naturaleza misma de la conciencia es incierta.

### Ambientación
En el manga, para el año 2029 la tecnología ha avanzado tanto que es común que las personas tengan cibercerebros que conectan su red neuronal a la red informática a través de neurochips y micromáquinas. También es común que se conviertan en cíborgs para mejorar sus capacidades, añadiendo alguna prótesis mecánica, o de cuerpo completo donde lo único que queda de humano es el cerebro y la médula espinal. Esto crea un nuevo delito: el hackeo de "Ghost", que consiste en tomar el control de una persona conectada a la red, a través de su cibercerebro, sin el consentimiento de esta. En la historia la robótica y la inteligencia artificial se han desarrollado al punto que sería difícil diferenciar entre un humano y un robot con inteligencia artificial del tipo androide.

### Estilo
La narrativa de la historia explora la fusión de los humanos y la tecnología, profundizando en elementos ciberpunk y temas filosóficos. A diferencia con otras obras derivadas de esta, como películas y animes, Shirow suele utilizar muchos eventos cómicos, llegando a tener la obra momentos muy relajados. La mayoría de capítulos cierran con una tira cómica relacionada a la trama. La obra se caracteriza también por las notas al pie de página en las que el autor explica el mundo de los personajes como también comentarios sobre tecnología, política, religión, metafísica y filosofía personal.

### Título
Shirow deseaba que el nombre del manga fuera "Ghost in the Shell", como un homenaje al libro "The Ghost in the Machine" de Arthur Koestler, pero su editor de ese momento Koichi Yuri le sugirió que escogiera un nombre más "llamativo", por lo cual Shirow decidió el nombre de Kōkaku Kidōtai (攻殻機動隊) que traducido sería como "Policía blindada antidisturbios móvil", pero también indicó que "Ghost in the Shell" apareciera como un subtítulo en letra pequeña.
Al desarrollar la secuela Ghost in the Shell 2: Man-Machine Interface, Shirow inicialmente quería usar un nuevo título, ya que esta secuela no trataría temas de la Sección 9, por lo que quería cambiar el último carácter kanji que significa "unidad militar" (隊, tai ), al kanji homofónico para "cuerpo" o "forma" (体, tai ), quedando Kōkaku Kidōtai (攻殻機動体) , que se traduciría como "Cuerpo blindado antidisturbios móvil", pero finalmente decidió no hacerlo.
En Japón el título de los tres volúmenes del manga original es Kōkaku Kidōtai (攻殻機動隊), y sólo el subtítulo del primer volumen es "Ghost in the Shell". En la traducción al idioma inglés y el extranjero los tres volúmenes se llaman "Ghost in the Shell". 
Desde que Kodansha los empezó a publicar en EE. UU. en el 2009, se le agregó "The" al inicio del título, quedando: "The Ghost in the Shell" y a pedido del autor se modificó el orden del nombre de "Masamune Shirow" a "Shirow Masamune".
En español el significado del título se suele traducir erróneamente en la red como "El fantasma en la concha", pero siendo más precisos se tendría que dejar "Ghost" como un término propio de la serie, o su equivalente como alma o conciencia, y traducir "Shell" como carcasa o armazón, haciendo referencia a lo mecánico o robótico, quedando: "El Alma en la carcasa", pero se suele optar por no traducir el título.

### Ediciones
Comenzó a publicarse por primera vez el 22 de abril de 1989 en el quinto número del suplemento "Young Magazine Pirate Edition" de la revista Young Magazine, hasta noviembre de 1990. Fue recopilado en un tomo Tankōbon* el 2 de octubre de 1991 por la editorial Kōdansha.
En 1997, apareció una serialización titulada “DUAL DEVICE” en la “Young Magazine”, y el volumen compilado se publicó más tarde en una caja conocida como la "SOLID BOX", el 1 de diciembre de 2000, bajo el nombre de "Ghost in the Shell 2: Man-Machine Interface", la caja contenía además el primer volumen, 1 póster, folletos con información y una figura de acción del Fuchikoma. A esta versión se le conoció como "Short-cut", ya que luego Shirow decidió hacer modificaciones y añadir más páginas a esta secuela, esta sería la versión "estandar", publicada el 26 de junio de 2001 por Kondansha.
Cuatro capítulos que fueron descartados de la segunda secuela, y que fueron publicados entre 1991 y 1996, fueron recopilados en un CD el 17 de julio de 2003, bajo el nombre de Ghost in the Shell 1.5: Human Error Processer. Fueron publicados en un volumen el 6 de marzo de 2008 por kodansha.
Fuera de Japón, fueron públicados por capítulos y volúmenes recopilatorios por Darkhorse en EE. UU., y Planeta DeAgostini en España. Kodansha publicó el primer volumen para el público americano el 13 de octubre de 2009, el segundo volumen el 10 de agosto de 2010 y el volumen 1.5 el 25 de septiembre de 2012.
El 21 de febrero de 2017, y con motivo del estreno de la película de acción real, Kodansha publica la "versión definitiva" supervisada por el propio Shirow Masamune, en formato original de lectura japonesa (de izquierda a derecha), con onomatopeyas originales y tapa dura. A esta versión se le denominó "Deluxe". El "Box-set" que contenía los tres volúmenes y una litografía, se publicó el 19 de diciembre de 2017.
A esto se suma que ese mismo año, 2017, se publica por primera vez en México, por la editorial Panini, los 3 volúmenes, en marzo, junio y setiembre respectivamente. En España se vuelve a publicar el primer volumen, el 21 de marzo de ese año, publicando el segundo volumen el 10 de abril de 2018 y el volumen 1.5 el 2 de abril de 2019. Por último en Argentina también se publican los tres volúmenes por la editorial Ovnipress.
El 10 de enero de 2023, kodansha publica una versión llamada The Ghost in the Shell: Fully Compiled, que reúne los tres volúmenes en uno solo de tapa dura y con una nueva ilustración de portada realizada por Shirow Masamune.

### Censura
Tanto el primer volumen como el segundo tuvieron eliminación de páginas por contener imágenes de personajes teniendo relaciones sexuales. Según las fuentes de las editoriales, esto se debió a que si el autor dejaba dichas páginas la obra debía clasificarse como material pornográfico, lo cual afectaría negativamente las ventas.
En el primer volumen fueron 2 páginas eliminadas y 1 modificada, donde la Mayor Motoko Kusanagi mantenía sexo lésbico con dos amigas, y Bato al conectarse con ella para poder comunicarse a distancia, empieza a "sentir" lo mismo que la Mayor. Lo cómico que le sucede a Bato no se entiende bien en la versión estandar al ser retiradas estas dos páginas.
En el segundo volumen fueron modificadas 3 páginas en relación a contenido sexual. La primera donde las "AI's subordinadas" de Motoko Aramaki salen de unos androides mujeres, mostrando sus torsos desnudos, y 2 páginas donde Motoko Aramaki al rastrear a una supuesta lider de un grupo militar, se conecta con ella mientras esta mantiene relaciones sexuales con 2 militares.
Como curiosidad, en el segundo volumen, en su versión estandar se mantuvo una imagen de Motoko Kusanagi teniendo sexo con una amiga y con tentáculos, en relación con las 2 páginas eliminadas del primer volumen.

## Personajes

### Motoko Kusanagi
Líder de la Sección 9, comúnmente llamada "Mayor". En el manga a diferencia de las películas y la serie es menos seria, mostrándose más humana, con momentos cómicos y a veces enojándose con sus compañeros. También se supone que es al menos bisexual, ya que en el primer volumen, en las páginas eliminadas por censura, mantenía relaciones sexuales con dos amigas, y en el capítulo "Dumb Barter" tiene un novio de la Sección 1. Es un cíborg de cuerpo completo, solo le queda de humana su cerebro.

### Daisuke Aramaki
Es el jefe de la Sección 9, el que encarga las misiones y dirige al equipo hacia un objetivo u otro.

### Batou
Integrante de la Sección 9, suele realizar acciones de campo. Es uno de los más robustos dy como cibernetización es el segundo después de Motoko quien tiene más partes cibernéticas. 

### Togusa
Integrante de la Sección 9, suele realizar acciones de campo; tiene mujer y una hija; y es el único que carece de implantes cibernéticos en la unidad, teniendo solo los implantes cerebrales como única cibernetización.

### Saito
Es el francotirador de la unidad. Fue reclutado en la cuarta guerra mundial por Motoko y es después de Togusa quien menos implantes cibernéticos posee, contando solo con los ojos y su brazo derecho.[cita requerida]

### Ishikawa
Es el miembro de la unidad dedicado a navegar o hackear los sistemas para acceder a información o rastrear personas.

### Boma
Humano con alto índice de prostéticos. Artificiero, antiguo componente del FJAD.[cita requerida]

### Pazu
Antiguo miembro de la policía militar del FJAD, experto en cuchillos.[cita requerida]

## Capítulos

### Prologue 5.3.2029
Una reunión secreta de los implicados en el asesinato del ex-primer ministro, es irrumpida por la policia encabezada por Aramaki. En ese instante un misterioso personaje asesina a uno de los implicados, disparando proyectiles y escapando con un camuflaje termo óptico. Es la Mayor Motoko Kusanagi quien actuó bajo una orden expedida por el ex-primer ministro.

### Super Spartan 10.4.2029
La Mayor y su equipo son puestos a prueba por Aramaki para resolver un caso de un centro gubernamental donde se sospecha que realizan "lavados de cerebros". Luego de muchas complicaciones y gracias a la acción de la Mayor logran resolver el caso y se crea la Novena Sección de Seguridad Pública bajo el mando del jefe Aramaki y conformada por la Mayor y su equipo.

### Junk Jungle 27.7.2029
Tras el hackeo del cibercerebro de la intérprete del ministro de asuntos exteriores, en relación con una importante reunión que decidirá el destino de un militar que pide asilo polítco, se sospecha que el "Titiritero" es quien planea un nuevo ciber-delito. Tras la persecución de la Mayor y Togusa logran saber que el Titiritero ha estado hackeando el Ghost un recogedor de basura y un supuesto asesino. Logran resolver el caso deportando al militar y capturando a un policia de inteligencia implicado. No logran capturar al Titiritero, ya que la persona que capturan parece ser un titere más....

### Megatech Machine I
Se explica que los robots Fuchikomas funcionan con AI, por lo que ante la duda si estos podrían revelarse contra los humanos, la Mayor inserta un programa de revolución robotica en uno de ellos, dando como siempre resultado negativo.

### Megatech Machine II
Se explica la direfencia entre un cíbor de cuerpo completo y uno parcial, y se explica el proceso de ensamblado de uno de cuerpo completo.

### Robot Rondo 1.10.2029
La novena sección investiga el extraño suceso de robots que enloquecen y atacan a sus dueños. Cuando Bato y Togusa investigan las instalaciones de Herramientas Hanka descubren que han estado "doblando" los Ghost de unas niñas traídas ilegalmente de las Filipinas. Los culpables son capturados, entre ellos un antiguo amigo del jefe Aramaki...

### Phantom Fund 24.12.2029
La novena sección viaja a la isla de Etorofu a investigar la expansión de "Electronicos Sagawa" en una antigua base soviética. En la investigación el cyborg Asechinov mata a Yano, un ex-aprendiz de Bato. Bato cobra venganza matando al cyborg implicado. La Mayor con ayuda uno de los mejores hackers logra ingresar a Electronicos Sagawa descubriendo que un ex hombre de seguridad pública junto con un nuevo diplomático de la embajada soviética estaban implicado en la extracción de oro y lavado de dinero.

### Dumb Barter 2.5.2030
Motoko y su novio de la seccion 1, se salvan de ser asesinados por un antiguo enemigo de la mayor. Toru Soma, un terrorista con vínculos con la mafía, que utilizando a la primera sección y equipado con un super tanque, logra acorralar a la Mayor, estando a punto de matarla. Gracias a la rápida acción del jefe Aramaki y de Boma logran salvar a la Mayor.

### Bye Bye Clay 15.7.2030
En la fábrica Megatech una unidad de fabricación ensambla un robot completo sin ninguna orden de parte de los trabajadores. El robot huye pero es encontrado por la novena sección. Investigan quien podría haber sorteado las barreras de seguridad para crear el robot, y sobre todo si el robot tiene un Ghost. Nakamura, el jefe de la sexta sección aparece para reclamar el robot indicando que es el famoso Titiritero. El Titiritero indica que no es una persona con un cuerpo físico, sino una forma de vida nacida en el mar de la información que pide asilo político. Ante esto la sexta sección logra robar el cuerpo, pero es persegida por Kusanagi y su equipo recuperando el cuerpo. Luego Kusanagi ingresa al cibercerebro del Titiritero descubriendo que es un programa informátio creado  para obtener beneficios en favor del ministerio de asuntos exteriores, y que se hizo conciente de su propia existencia. En el proceso de inmersión la red del Titiritero empieza a desaparacer, solo para mostrale a Motoko una red más hayá de lo fisico y del entendimiento humano, una red que habarca a todos. Al correr el riesgo de que Motoko se fusione con la red del Titiritero, Bato decide ingresar, salvándola. Luego de esto no se sabe más del Titiritero.

### Brain Drain 9.9.2030
La novena sección investiga un supuesto intento de asesinato del ministro de asuntos exteriores, pero luego del incidente con el Titiritero, la Mayor ya no parace ser la misma, y pareciera estar distraida. La mayor comete un error en la operación al matar al supuesto cabecilla, un menor de edad... Todo ha sido una trampa planeada por el MOSSAD y el ministerio de asuntos para poder obtener un tratado entre Isreal y Japón y a la vez vengarse de la novena sección. La Mayor ha sido grabada y es llevada a juicio, si es declarada culpable, luego en prisión la asesinarán. Con la ayuda del jefe Aramaki huye, y trama una plan para que al ser disparada crean que la han matado, mientras su cibercerebro huye con Bato. 

### Ghost Coast 18.9.2030
Mientras a la bateria del cibercerebro de la Mayor le queda poco tiempo y el cuerpo que hiba a usar es inservible, llegan unos delincuentes a robar el refugio de Bato. Bato planea robar uno de los cuerpos para la Mayor, con lo cual entra en acción. En ese instante el Titiritero vuelve a hacer contacto con la red del cibercerebro de la Mayor, explicandole que su autoconcepción como forma de vida no esta completa al no tener un grado de variación, comparándola con la vida misma. Por esto le pide a Motoko Kusanagi que se fusionen, para que el gane variación y ella accesda a su información y redes. Luego de la fusión ellos, o la nueva entidad "soltará" una mutación en la red como si fueran sus genes. Motoko accede.

### Epilogue
Luego que Motoko despierta, Bato le muestra su nuevo cuerpo. La mayor le cuenta a bato sobre lo sucedido con el Titiritero, le explica la nueva información y redes que ahora conoce...

## Secuelas
El primer volumen contó con 2 secuelas:
- Ghost in the Shell 1.5: Human Error Processer sucede luego de que la Mayor abandona la novena sección. Consta de cuatro capítulos donde la novena sección resuelve casos. En un capítulo aparece la Mayor, ahora llamándose "Chroma", aunque es presentada por una persona como Miss Aramaki.[10]
- Ghost in the Shell 2: Man-Machine Interface se desarrolla cuatro años y cinco meses después de que Motoko Kusanagi se fusionara con el Titiritero y abandonara la novena sección. El ser fusionado de Motoko y el Titiritero ha estado viajando por el mar de la red, fusionándose con otros Ghost y creando isótopos. Entre ellos: Motoko Aramaki, jefe de la División de Investigación de Poseidon Industrial, quien comenzó a investigar un incidente relacionado con un ataque a una instalación de cultivo de órganos clonados de cerdos propiedad de su filial, Meditech. Mientras profundizaba en la investigación, se encuentra con Motoko Kusanagi en un club secreto conocido como el "Universo Durmiente". Por otro lado el Dr. Rahampol ha estado investigando sobre el potencial de la inteligancia artificial y las estructuras de silicio, lo que será determinante para el final de esta secuela.[10]

## Obras derivadas
Se han realizado obras derivadas en otros medios y por otros autores, en su mayoría tomando como referencia solo el primer volumen de la obra. entre ellas están dos películas para cines dirigidas por Mamoru Oshii, lanzadas en 1995 y 2004. Una serie de anime de dos temporadas de 26 episodios cada una, que sería continuada con una película. Una re-inmaginación de la historia llamada Arise, en formato de películas que luego fueron recopilados en una serie de anime, que luego contó con una película final.  Una película de acción real producida por DreamWorks Pictures lanzada en 2017, protagonizada por Scarlett Johansson y dirigida por Rupert Sanders. Se realizó una incursión en la animación 3DCG para Netflix, contando con 2 temporadas.

### Nuevo anime
El 25 de mayo del 2024 se anunció la realización de una nueva serie de animación con fecha de estreno para el 2026. La producción se haria a cargo de Science SARU. En el primer video promocional en la plataforma de youtube se puede ver transiciones animadas de imagenes del primer tomo del manga de Shirow Masamune.
| Nombre                                                         | Tipo       | Año  |
| -------------------------------------------------------------- | ---------- | ---- |
| Ghost in the Shell                                             | Película   | 1995 |
| Ghost in the Shell 2: Innocence                                | Película   | 2004 |
| Ghost in the Shell: Stand Alone Complex                        | Anime      | 2002 |
| Ghost in the Shell: Stand Alone Complex 2nd GIG                | Anime      | 2004 |
| Ghost in the Shell: Stand Alone Complex Solid State Society    | OVA        | 2006 |
| Ghost in the Shell (PlayStation)                               | Videojuego | 1997 |
| Ghost in the Shell: Stand Alone Complex (PS2)                  | Videojuego | 2004 |
| Ghost in the Shell: Stand Alone Complex (Portable PlayStation) | Videojuego | 2005 |
| Ghost in the Shell: Arise Border 1 - Ghost Pain                | OVA        | 2013 |
| Ghost in the Shell: Arise Border 2 - Ghost Whispers            | OVA        | 2013 |
| Ghost in the Shell: Arise Border 3 - Ghost Tears               | OVA        | 2014 |
| Ghost in the Shell: Arise Border 4 - Ghost Stands Alone        | OVA        | 2014 |
| Ghost in the Shell: Arise Border - Alternative Architecture    | Anime      | 2015 |
| Ghost in the Shell: The Rising                                 | OVA        | 2015 |
| Ghost in the Shell                                             | Película   | 2017 |
| Ghost in the Shell: SAC_2045 - 1° temporada                    | 3DCG       | 2020 |
| Ghost in the Shell: SAC_2045 - 2° temporada                    | 3DCG       | 2022 |
| Ghost in the Shell: Nuevo Anime                                | Anime      | 2026 |